# Convention d'Aarhus
La Convention d'Aarhus sur l'accès à l'information, la participation du public au processus décisionnel et l'accès à la justice en matière d'environnement, signée le 25 juin 1998 par trente-neuf États, est un accord international visant la « démocratie environnementale ». Ses trois grands objectifs sont :
- améliorer l'information environnementale fournie par les autorités publiques, concernant des principales données environnementales ;
- favoriser la participation du public à la prise de décisions ayant des incidences sur l’environnement (par exemple, sous la forme d'enquêtes publiques) ;
- étendre les conditions d’accès à la justice en matière de législation environnementale et d’accès à l’information.

49 États sont signataires en 2023, européens et d’Asie centrale. En avril 2023, la Guinée-Bissau a décidé de rejoindre volontairement cette convention majeure.
Les Parties doivent périodiquement transmettre à la Réunion des Parties de la Convention un rapport national destiné au suivi de l'application de la Convention dans chaque État. « Le processus d’élaboration du rapport doit faire une large place à la participation des parties prenantes ainsi que du public ». Le prochain examen de ces rapports se fera lors d'une Réunion des Parties prévue à Budva (Monténégro) du 11 au 14 septembre 2017.

## Histoire, applications
La convention d'Aarhus s'est inspirée de textes internationaux précédents, notamment de la Déclaration de Rio adoptée à la suite du Sommet de la Terre de 1992. Le principe 10 de cette dernière dispose que "La meilleure façon de traiter les questions d'environnement est d'assurer la participation de tous les citoyens concernés, au niveau qui convient".  
Elle a été complétée par un amendement sur les organismes génétiquement modifiés (OGM), et par un autre sur les émissions de polluants (protocole sur les registres des rejets et transferts de polluants (protocole PRTR) de 2003, entré en vigueur le 8 octobre 2009 et transposé en droit européen par le règlement no 166/2006).
Elle s'est traduite par plusieurs directives dont la directive 2003/4/CE qui dispose notamment que toute collectivité doit donner toute l'information qu'elle détient en matière d'environnement à toute personne qui la lui demande (sans que cette personne n’ait à justifier ni son identité ni le pourquoi de la demande). Toutefois, l'accès peut en être restreint dans le cadre de nuisances aux relations internationales, à la sécurité publique ou à la défense nationale. Dans cette directive, les États sont aussi considérés comme des collectivités.
Des directives instituent une obligation d'organiser le débat du public sur les projets d'aménagement ayant une incidence sur l'environnement, et sur les plans et programmes concernant l'environnement (les décisions en amont visant à organiser l'activité autour d'enjeux environnementaux, par exemple, les SDAGE).
En France, les principes de la Convention d'Aarhus ont été repris dans la Charte de l'environnement, adossée à la Constitution et qui rappelle que « Toute personne a le droit, dans les conditions et les limites définies par la loi d'accéder aux informations relatives à l'environnement détenues par les autorités publiques et de participer à l'élaboration des décisions publiques ayant une incidence sur l'environnement » (article 7). C'est une des conditions généralement reconnues de la soutenabilité du développement, que les administrations françaises doivent intégrer .

### Réunions des parties
Du 21 au 23 octobre 2002 à Lucques (Italie), la première réunion a pour résultat la création du Groupe de travail des Parties à la Convention d'Aarhus. Il est chargé, entre autres, de superviser les activités de la Convention entre les réunions des parties, préparer les réunions, élaborer des propositions et recommandations.

## Accès auxinformations environnementales
Le droit à l’accès à l'information est le droit qu'a toute personne ou organisme de demander à une collectivité ou service public d’obtenir une copie de documents ou informations détenues par cette collectivité ou service public. Ce droit porte sur un document existant, en l’état où il existe, et dans le format où il existe dans le service. Cela se traduit souvent par la délivrance de photocopies de tout ou partie de document, par de la consultation sur place, ou, si l’information est disponible sous format numérique, par une copie de fichier (aux formats disponibles couramment dans l’administration) sur support physique ou par envoi par message électronique.
L'information environnementale doit être détenue, reçue ou établie par un service public (État ou collectivités) ou par un organisme privé ayant une mission de service public liée à l’environnement. Le fait que le document ne soit pas créé par ce service ne permet pas d'en refuser l’accès.
Cependant, certaines de ces informations sont exclues du droit d’accès, principalement parce qu’elles sont protégées par des secrets :
- la demande porte sur des informations dont la communication est susceptible de porter atteinte au secret des délibérations du Gouvernement et du pouvoir exécutif, au secret défense, à la conduite de la politique extérieure de la France, à la sûreté de l'État, à la sécurité publique et des personnes, au déroulement des procédures engagées devant les juridictions ou à la recherche des infractions fiscales et douanières ;
- la demande porte sur des informations dont la communication est susceptible de porter atteinte à la protection de l’environnement : il s’agira par exemple de la localisation d’espèces rares susceptibles de faire l’objet d’un prélèvement autre que scientifique, ou d’une destruction volontaire ;
- la demande porte sur des informations dont la communication est susceptible de porter atteinte au secret statistique, au secret industriel, ou à la vie privée (loi CNIL).

La convention d'Aarhus insiste sur la diffusion des informations environnementales sur des sites Internet. Cette incitation est renforcée dans le directive 2003/4/CE par une réelle obligation de moyen de diffuser autant que possible les informations environnementales sur Internet.  
Le Portail français Toutsurlenvironnement.fr est une réponse de l'engagement de l'État français au premier pilier de la convention d'Aarhus.

## Ouverture proactive et obligatoire de certaines données géographiques
Une partie croissante de l'information environnementale est géoréférencée. Elle est de plus en plus organisée et valorisée sous forme numérique, interactive de bases de données géographiques (plus ou moins interopérables), au sein de systèmes d'information géographique. 
En mars 2007, une directive européenne, dite « Directive Inspire » crée une infrastructure d’information géographique visant spécifiquement à favoriser la protection de l'environnement en Europe et avec les États-membres, en ouvrant systématiquement (hors quelques cas particuliers) au public trente-quatre types (ou « thèmes ») de donnée géographique dès lors qu'elles sont disponibles sous forme numérique.  La directive encourage aussi une mise en cohérence des services d’information disponibles sur Internet pour mieux diffuser et faire partager ces données géographiques. Les autorités publiques doivent désormais rendre ces données accessibles au public en les publiant sur Internet, et d'autre part les partager entre elles. Les collectivités détenant des données géographiques existantes ou qui seraient collectées à l’avenir et entrant dans le champ de la directive, doivent produire un catalogue des métadonnées (en respectant des règlements et des guides techniques mis à disposition par la commission européenne). Elles doivent aussi publier leurs données et métadonnées sur internet et sous une forme interopérable.
Dans un premier temps, le Conseil de l'Europe a souhaité (via un amendement) créer des dérogations à l'application de cette directive de 2003 afin que certaines données restent confidentielles. Les eurodéputés ont souhaité que le principe de l'ouverture des données environnementales soit conservé, comme l'impose la directive 2003/4/CE qui traduit la convention d'Aarhus dans le droit européen. Un accord entre le Parlement et le Conseil de l'Europe a finalement permis que la directive INSPIRE intègre les dispositions de la Convention Aarhus. Les États-membres doivent donc proposer des services gratuits de recherche et, sous certaines conditions, de consultation des séries de données géographiques. Les restrictions d'accès public des « services de consultation en réseau » sont limitées à quelques cas, quand ils permettent d'afficher des vues panoramiques, et qu'il y a risque pour les relations internationales, la sécurité publique ou la défense nationale ou l'environnement (ex. : localisation trop précise d'espèces rares ou menacée). 
La commercialisation de cette information peut être limitée (pour le commerce électronique notamment) dans certains cas (confidentialité de certains travaux des autorités publiques, menace pour les relations internationales ou la sécurité publique, droits de propriété intellectuelle détenus par un tiers qui refuse la publication de ses données, ou protection de personnes ayant fourni des données sur une base volontaire…).

## Participation du public aux décisions
Les notions de participation et d'écocitoyenneté sont associées et développées depuis le sommet de la terre de Rio. 
Au-delà de l'information du public, il s'agit de l'associer à la préparation et aux prises de décisions, ainsi qu'à une meilleure évaluation des incidences des grands projets notamment. 

## Accès à la justice pour les ONG
En Europe, en 2012, Le Tribunal de l'Union européenne a confirmé que les ONG avaient également accès à la justice en matière d'environnement dans le cadre de la convention d'Aarhus. Les ONG peuvent donc contester des actes de portée générale pris par les institutions communautaires, qui seraient contraires aux principes de protection de l'environnement.
Cette précision a été donnée dans le contexte d'un contentieux opposant deux ONG à la Commission concernant le règlement 149/2008 fixant des limites maximales de résidus de pesticides dans les denrées alimentaires. Cet accès est permis car la Convention d'Aarhus prévoit que « chaque Partie veille à ce que les membres du public qui répondent aux critères éventuels prévus par son droit interne puissent engager des procédures administratives ou judiciaires pour contester les actes ou omissions de particuliers ou d'autorités publiques allant à l'encontre des dispositions du droit national de l'environnement ».
Le tribunal européen a considéré que cette disposition de la convention d'Aarhus ne peut être interprétée comme se référant uniquement aux mesures de portée individuelle. De fait, le règlement 1367/2006, en ce qu'il limite la notion d'« actes » de l'article 9, paragraphe 3, de la convention d 'Aarhus aux seules « mesures de portée individuelle », a été jugé incompatible avec la convention d'Aarhus. Cette décision a toutefois été annulée par la Cour de Justice par son arrêt du 13 janvier 2015.

## Par pays

### France
Le rapport de 2017 a été soumis à participation/consultation du public durant dix-sept jours après avoir intégré certaines modifications demandée par « différents acteurs consultés au mois de mars dernier (directions d’administration centrale du ministère chargé de l’environnement, ministères, autorités administratives indépendantes, associations et fondations œuvrant dans le domaine de l’environnement, etc.) ».

### Suisse
En Suisse, la ratification de la Convention d'Aarhus a notamment eu pour conséquence de compléter la loi fédérale sur la protection de l’environnement, par la mention suivante : « Le Conseil fédéral évalue au moins tous les quatre ans l’état de l’environnement en Suisse et présente les résultats à l’Assemblée fédérale dans un rapport »,.